# 瓦南德峰
78°28′42″S 85°18′00″W / 78.47833°S 85.30000°W

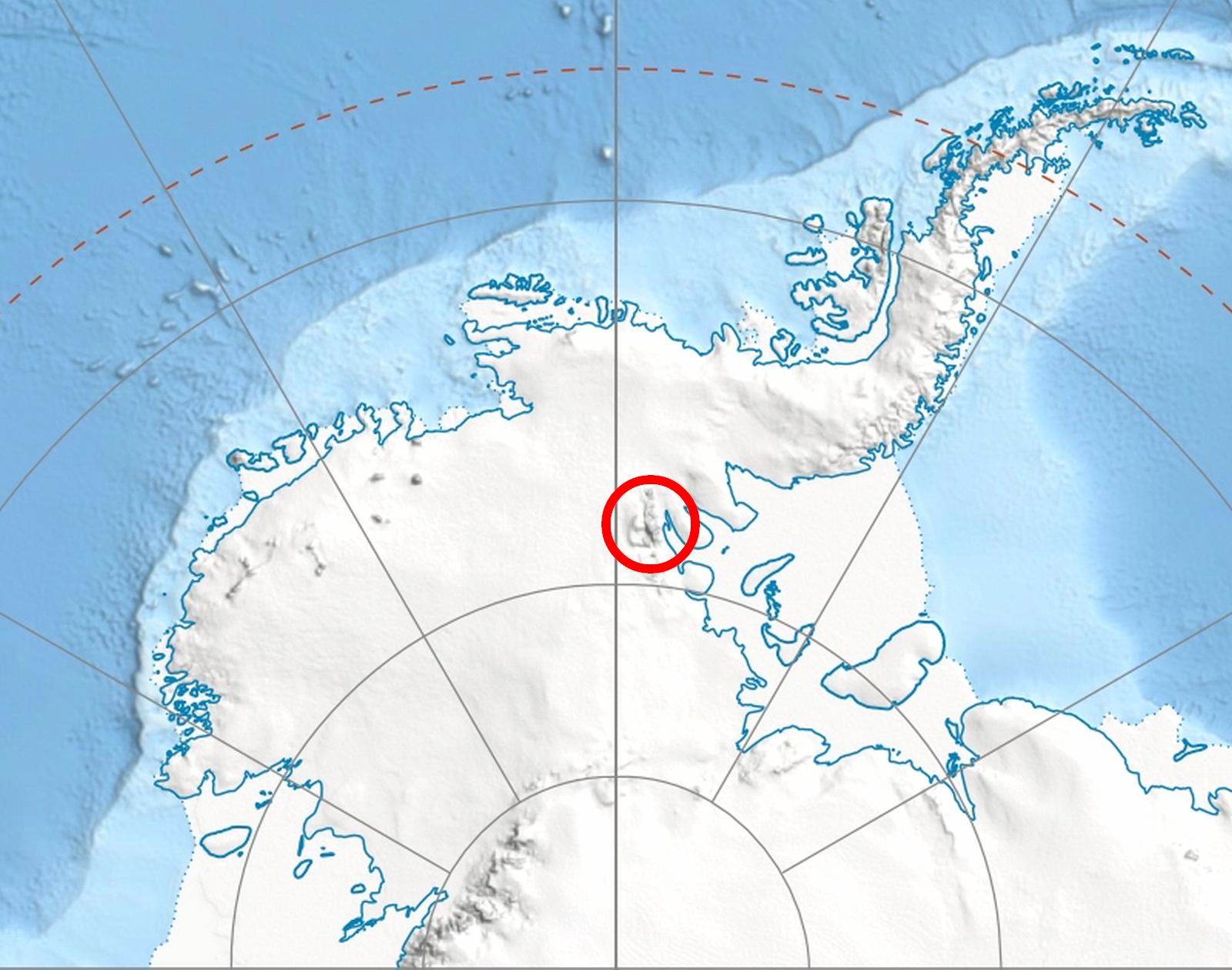

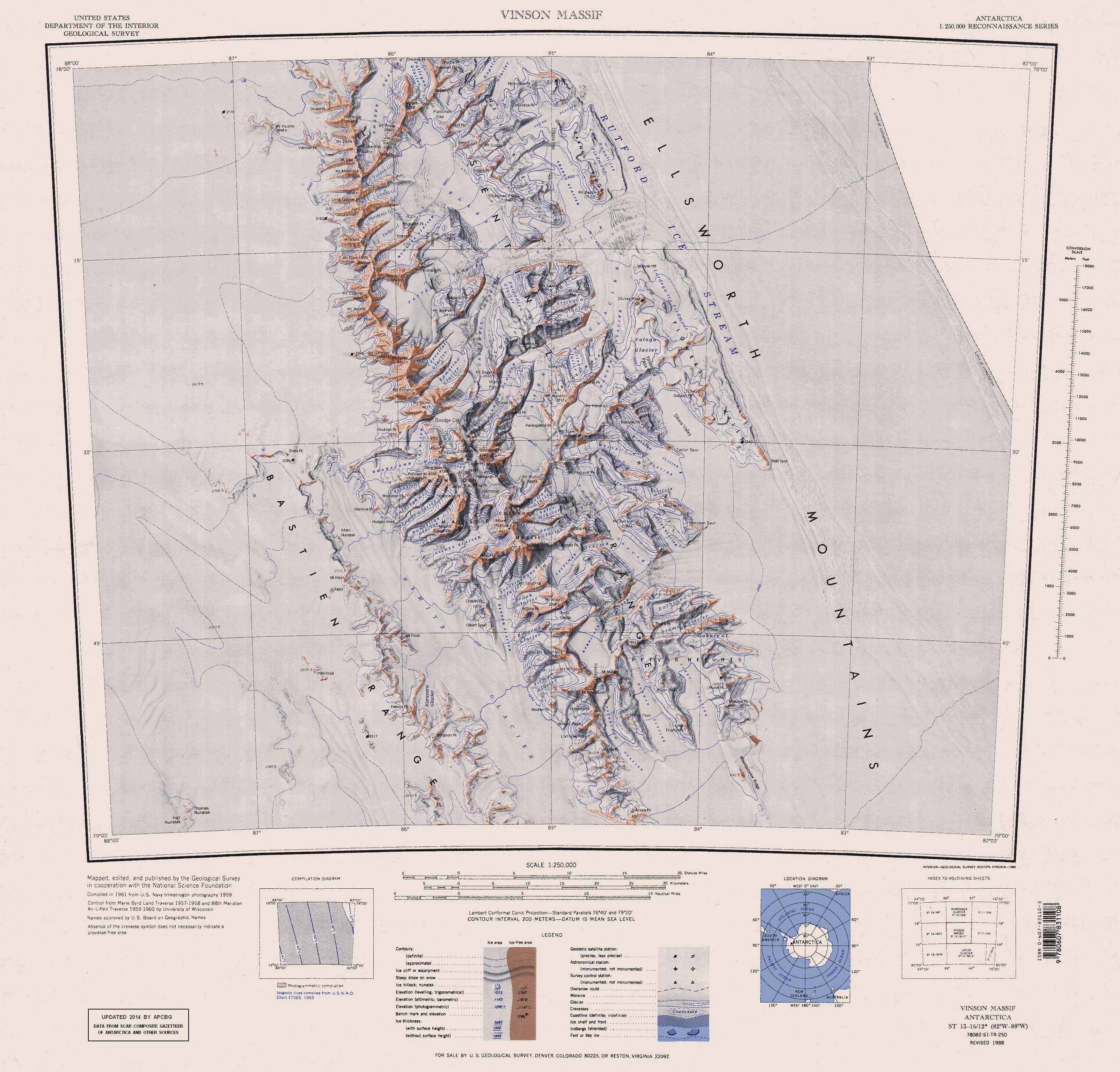

瓦南德峰是南極洲的山峰，位於埃爾斯沃思地，屬於埃爾斯沃思山脈中森蒂納爾嶺的一部分，海拔高度3,100米，現時由南極條約體系管理。

## 外部連結
- Vanand Peak. （页面存档备份，存于） SCAR Composite Antarctic Gazetteer.